# Malayotyphlops manilae
Malayotyphlops manilae — вид змій родини сліпунів (Typhlopidae). Ендемік Філіппін.

## Поширення і екологія
Malayotyphlops manilae відомі за типовим зразком, який, ймовірно, походить з острова Лусон.